# Ornans
Ornans község Franciaország Burgundia-Franche-Comté régiójában, Doubs megyében. Új községként 2016. január 1-jén jött létre a korábbi Ornans és Bonnevaux-le-Prieuré község egyesítésével. A korábbi községek egyesülésekor az új község lélekszáma 4460 fő lett. Lakosainak száma 4421 fő (2022. január 1.).

## Híres emberek
- Itt született 1819-ben Gustave Courbet francia festő.

## Népesség
| Lakosok száma | 4413 | 4426 | 4423 | 4422 | 4422 | 4421 |
|               | 2017 | 2018 | 2019 | 2020 | 2021 | 2022 |